# Lipica (gmina Tutin)
Lipica (cyr. Липица) – wieś w Serbii, w okręgu raskim, w gminie Tutin. W 2011 roku liczyła 36 mieszkańców.